# ドヴィルキウシュチナ
ドヴィルキウシュチナ (ウクライナ語: Двірківщина、英語: Dvirkivshchyna) は、ウクライナのキーウ州ボルィースピリ地区に位置する小さな村である。ウクライナの首都キーウから130キロ東に位置する。ヤホティーン市に近接し、ヤホティーン・フロマーダに属する。
ドヴィルキウシュチナは同村を含めて4つの村で構成されるシルラーダ（農村の地元コミュニティ）の行政の中心地である。シルラーダは1984年に国有農場をもとに設立された。

## 出身の著名人
- アンドリー・シェウチェンコ - FCディナモ・キーウ、A.C.ミラン、チェルシーF.C.で活躍した元ウクライナ代表サッカー選手で2004年バロンドール（欧州最優秀選手）受賞者[7]の出生地である[8]。3歳の時、キーウ市のオボロン区に移住するまで同村で育った[4]。祖母が居住していたため、移住後もドヴィルキウシュチナを度々訪れていた[4]。